# Parker Croft
Parker Croft est un acteur américain né le 13 janvier 1987 à Burlington au Vermont.

## Filmographie

### Cinéma
- 2008 : Were the World Mine : Cooper
- 2008 : Sky People : le fils éloigné
- 2009 : Hooking Up : John Johnson
- 2011 : Falling Overnight : Elliot Carson (également scénariste)
- 2014 : Field of Lost Shoes : Garland Jefferson
- 2014 : Malibu Horror Story : Roman
- 2015 : Talbot County : Kenny McKenzie

### Télévision
- 2009 : Nip/Tuck : Jared McCloud (1 épisode)
- 2012 : Nuclear Family : le fils
- 2012 : American Horror Story : Devon (1 épisode)
- 2012 : 1600 Penn : Mike (1 épisode)
- 2013 : Once Upon a Time : Felix (11 épisodes)